# Día de la Cero Discriminación
El Día de la Cero Discriminación es una jornada internacional de concienciación que se celebra anualmente el 1 de marzo desde 2014, establecida por la Asamblea General de las Naciones Unidas (ONU), a instancias del Programa Conjunto de las Naciones Unidas sobre el VIH/sida (ONUSIDA) en 2013.

## Proclamación
La instauración del Día de la Cero Discriminación fue establecido por  (ONUSIDA) el 2013, durante el Día Mundial de la Lucha contra el Sida que se celebra el primer día de diciembre. Este esfuerzo busca resaltar la importancia de erradicar la discriminación, no solo en ámbitos relacionados con la enfermedad sino en todos los posibles enfoques que puedan dar origen a ello como nacionalidad, sexo, edad, origen étnico, condición u orientación sexual y religión, por ello con esta conmemoración se quiere subrayar que la igualdad, el respeto por los derechos humanos y la dignidad son fundamentales en todos los ámbitos de la sociedad.

## Celebración
Se celebra cada 1 de marzo, con temas anuales que abordan diferentes aspectos de la discriminación. En 2022, por ejemplo, el tema fue Eliminemos las leyes que perjudican, creemos leyes que empoderan, enfocándose en la necesidad de eliminar leyes discriminatorias y promulgar otras que protejan contra la discriminación.
La discriminación sigue siendo un problema global que afecta a millones, limitando el acceso a derechos básicos y fomentando la desigualdad. La conmemoración de este día es un llamado a la acción para promover la igualdad, la inclusión y la compasión, buscando eliminar obstáculos legales y sociales que perpetúan la discriminación.

## Temas
- 2014: Únete a la transformación.[8]
- 2015: Ábrete al mundo, tiende la mano.[9]
- 2016: Distínguete.[10]
- 2017: ¡Hazte sentir![11]
- 2018: ¿Qué pasaría si?.[12]
- 2019: Movilízate para cambiar las leyes discriminatorias.[13]
- 2020: Cero discriminación contra las mujeres y las niñas.[14]
- 2021: Poner fin a las desigualdades.[15]
- 2022: Eliminemos las leyes que perjudican, creemos leyes que empoderan.[5]
- 2023: Despenalizar, salva vidas.[16]
- 2024: Para proteger la salud de todas las personas, hay que proteger los derechos[17]